# The 50th Law
«50 законов власти» (англ. The 50th Law) — книга, написанная американским репером 50 Cent (настоящее имя Кёртис Джексон) в соавторстве с автором бестселлеров Робертом Грином. Впервые опубликована в 2009 году издательством HarperStudio. Книга представляет собой смесь автобиографии, философии и практического руководства по преодолению страха и обретению личной власти.

## Содержание
Главная идея книги — важность бесстрашия как основы успеха в жизни и бизнесе. Авторы выделяют «пятидесятый закон» — абсолютную смелость и свободу от страха. Этот закон дополняет 48 законов власти, ранее описанных Грином в его одноимённой книге (The 48 Laws of Power).
Книга состоит из 10 глав, каждая из которых раскрывает определённый принцип, иллюстрируемый примерами из жизни 50 Cent и историческими случаями:
1. Реализм — видеть мир таким, каков он есть, а не как хочется.
2. Самодостаточность — опираться только на себя.
3. Приспособляемость — быть гибким и готовым к переменам.
4. Смелость — действовать несмотря на страх.
5. Овладение смертью — осознать конечность жизни и использовать это как мотивацию.
6. Уверенность — верить в собственную силу и влияние.
7. Овладение временем — действовать стратегически и в нужный момент.
8. Соблазнение риска — искать возможности в нестабильности.
9. Знание врага — понимать мотивы и слабости оппонентов.
10. Цельность — оставаться верным себе и не изменять внутренним убеждениям.

## Стиль
Книга написана в мотивационном тоне и сочетает литературный стиль Роберта Грина с уличной мудростью 50 Cent. Каждая глава начинается с рассказа из жизни Кёртиса Джексона и сопровождается философским и стратегическим анализом от Грина, включающим отсылки к историческим фигурам, таким как Макиавелли, Наполеон, Малкольм Икс и другие.

## Влияние и критика
«50 законов власти» получила положительные отзывы за вдохновляющий стиль и практическую применимость. Некоторые критики отметили, что книга повторяет идеи из предыдущих работ Грина, но в более прикладном и современном контексте. Читатели особенно ценят откровенность 50 Cent, делящегося опытом преодоления бедности, насилия и предательства на пути к успеху.

## Издания
- Оригинал: The 50th Law, HarperStudio, 2009
- Русский перевод: Издательство «Манн, Иванов и Фербер», 2011
- Доступна в формате печатной книги, аудиокниги и электронной версии.